# Payer Tinde
Payer Tinde ist ein 2360 m hoher Berg in Grönland im Nordost-Grönland-Nationalpark.

## Geographie
Die Payer Tinde liegt zwischen Payer Gletsjer, Kehlhofer Gletsjer und Sonklar Gletsjer im nördlichen Teil von Suess Land und ist dessen höchste Erhebung. Die Höhe wird mit 2320 m, 2360 m und 2368 m angegeben.

## Geschichte

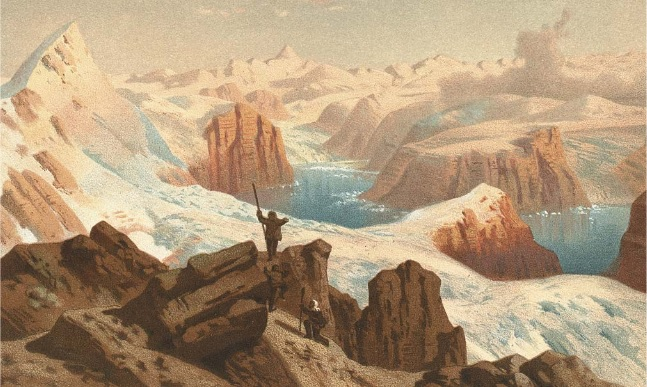
Payer und Copeland entdecken die Petermannspitze in der Ferne. Der Gipfel links ist die Payerspitze.

Die Payerspitze wurde von Europäern erstmals während der Zweiten Deutschen Nordpolar-Expedition am 12. August 1870 gesichtet. Die von Karl Koldewey geleitete Expedition hatte den Kejser Franz Joseph Fjord entdeckt und suchte zur weiteren Orientierung einen prominenten Aussichtsberg. Julius Payer und Ralph Copeland erstiegen einen nahezu 2100 m hohen Gipfel nahe der Payer Tinde und konnten von hier aus den weiteren Verlauf des Fjordsystems und den etwa 80 km westlich aufragenden Petermann Bjerg ausmachen. Sie benannten den Berg nach einem der ihrigen als Payer-Spitze. Der Name wurde später unter der dänischen Übersetzung Payer Tinde anerkannt.
Die Erstbesteigung gelang John Haller (1927–1984) und Wolfgang Diehl (1908–1990) im Jahr 1952.